# Južna Afrika
Južna Afrika (službeno Republika Južna Afrika) država je na krajnjem jugu afričkog kontinenta, na obalama Atlantskog i Indijskog oceana. Graniči na sjeverozapadu s Namibijom, na sjeveru s Bocvanom i Zimbabveom te na sjeveroistoku s Mozambikom i Esvatinijem. Neovisna kraljevina Lesoto potpuno je okružena južnoafričkim teritorijem.

## Povijest
Južna Afrika pripada područjima koja je čovjek najranije naselio. Fosilni nalazi vrsta iz roda Australopithecus stari su oko 3 milijuna godina. Najstariji današnji stanovnici zemlje su pripadnici gotovo izumrlih stočarskih i lovačkih naroda Khoikhoi (u Europi poznati kao Hotentoti) i San (Bušmani). U prvom i drugom tisućljeću poslije Krista doseljavaju se sa sjeveroistoka na područje Južne Afrike narodi skupine Bantu koji danas čine većinu crnog stanovništva i donose poljoprivredu i obradu metala.
Godine 1488. Portugalac Bartolomeu Dias je kao prvi Europljanin oplovio Rt dobre nade kod današnjeg Kaapstada. Prvo stalno naselje, malu opskrbnu postaju za brodove na putu u Indiju, utemeljili su Nizozemci 1652. Kolonija na Rtu dobre nade rasla je ispočetka doseljavanjem farmera i stočara iz Nizozemske i susjednih zemalja, a kasnije i visokim prirodnim prirastom, potiskujući na sjeveru i istoku domorodačko stanovništvo. Buri, kako su se zvali kolonisti, uskoro su zbog velike udaljenosti od matice oblikovali zasebnu kulturu i jezik, afrikaans. Adam S. Eterovich navodi mogućnost da su Dubrovčani na jugu Afrike, nedaleko od rta Dobre nade, u zaljevu Mossel (Mossel Bay) utemeljili odmorišno-opskrbnu postaju koja im je služila na putovanjima za Indiju, i to prije Diasa, Da Game i van Riebeecka.
Tijekom napoleonskih ratova je koloniju na Rtu, strateški pozicioniranu na putu u Indiju, zauzelo Ujedinjeno Kraljevstvo. Buri su bili nezadovoljni liberalnom britanskom politikom koja je zahtijevala zabranu ropstva. Oko 1835. započela je masovna seoba Bura na sjeveroistok, preko rijeka Oranje i Vaal. Ovdje su se sukobili sa snažnim bantuskim državama i pobijedili ih zahvaljujući modernijem naoružanju i lokalnim saveznicima. Rezultat su bile dvije neovisne burske republike – Oranje (afr. Oranje-Vrystaat) i Transvaal.
Dotada poljoprivredno gospodarstvo Južne Afrike iz temelja je preoblikovano krajem 1860-ih kada su u mnogim područjima unutrašnjosti otkrivena nalazišta dijamanata i zlata. Uspješno iskorištavanje nalazišta zahtijevalo je velika ulaganja, a potrebni kapital imali su samo Britanci. Usto, jačali su britanski kolonijalni apetiti prema ostalim područjima južne Afrike, a postojanje neovisnih burskih država sve je više predstavljalo smetnju i konkurenciju. Nakon što je predsjednik Transvaala Paul Kruger odbio neburskim doseljenicima dati neograničeno biračko pravo izbio je 11. listopada 1899. burski rat.
Britanske su snage, peterostruko brojnije od burskih, uspjele u kratkom vremenu osigurati veća naselja i željeznice, ali nisu mogle kontrolirati ostatak zemlje, naseljen farmerima koji su pomagali burske gerilce. Tek su metode spaljene zemlje i interniranja burskih civila u koncentracijske logore Britancima omogućile pobjedu 1902.
U poslijeratnom razdoblju su, zahvaljujući svojoj većini u bijeloj populaciji, Buri (od tada zvani i Afrikaneri) dominirali političkim životom. Crno je stanovništvo isključeno iz političkog procesa i započela je zakonodavna sistematizacija i proširenje do tada uglavnom neformalne politike rasne segregacije. Snažan su poticaj segregaciji dali napori siromašnih bijelih radnika da se osiguraju od konkurencije jeftinije crne radne snage; neki su položaji u rudarskoj industriji rezervirani za bijelce, određena su područja u kojima se crnci mogu naseljavati, ograničen im je pristup u veće gradove. Prve crne političke organizacije (Afrički nacionalni kongres osnovan je 1912.) nisu uživale širu podršku, a kompromitiralo ih je i povezivanje s komunističkim pokretom.
Južna Afrika nevoljko je ušla u drugi svjetski rat na strani saveznika jer su mnogi Afrikaneri preferirali neutralnost. Rat je doprinio razvoju industrije, što je mnoge crnce privuklo iz ruralnih dijelova zemlje u gradove. Ojačale su crne sindikalne organizacije i rasno je pitanje ponovno izbilo u prvi plan. Pobjeda Nacionalne stranke na izborima 1948. značila je jačanje politike rasne segregacije, koja je tada dobila ime apartheid (afrikaans: odvojenost). Svi su stanovnici podijeljeni u četiri rasne skupine: bijelce, Bantu (crnce), obojene (miješane rase) i azijate. Zabranjeni su brakovi između pripadnika različitih skupina, ustanovljene su odvojene obrazovne, zdravstvene i druge javne ustanove, zabranjeno je kretanje crnaca u bijelačkim područjima bez propusnica, stvorene su enklave za naseljavanje crnaca kojima je dana ograničena samouprava (t.zv. bantustani).
Apartheid je uskoro izazvao snažnu crnu reakciju. Afrički nacionalni kongres je ojačao i u šezdesetim se godinama počeo koristiti terorističkim metodama, na što je vlada zatvorila njegove vođe, među kojima je najpoznatiji bio Nelson Mandela. Crni sindikati organizirali su niz štrajkova za bolje uvjete rada i veće plaće. Južna Afrika suočila se s međunarodnom izolacijom i odljevom kapitala. Ipak, u situaciji hladnoratovske podjele zapadne vlade nisu bile spremne na uvođenje strogih sankcija kapitalističkoj i prozapadnoj Južnoj Africi.
Krajem 80-ih postalo je jasno da je održavanje apartheida nemoguće. Godine 1991. parlament je opozvao rasne zakone i oslobođena je većina političkih zatvorenika. Dvogodišnji pregovori predsjednika F.W. de Klerka i Mandele rezultirali su nacrtom privremenog ustava koji je izjednačio biračko pravo svih stanovnika Južne Afrike. Prvi višerasni izbori održani su u travnju 1994., a pobijedio je Afrički nacionalni kongres. Mandela je izabran za predsjednika.
U razdoblju od kraja apartheida Južna se Afrika suočava s brojnim problemima koji su dijelom rezultat naslijeđa segregacije: velikom nezaposlenošću među crnim stanovništvom, jednom od najviših stopa ubojstava i drugih nasilnih zločina u svijetu, kao i eksplozijom infekcije virusom HIV. Ipak, zemlja je uspjela očuvati političku i gospodarsku stabilnost.

## Državno uređenje i politika
Južna Afrika ima tri glavna grada, Cape Town je najveći od tri grada sjedište je skupštine, Pretoria je sjedište izvršne vlasti, a Bloemfontein sudstveno središte. Južna Afrika je višestranačka republika, s dva zakonodavna doma. Nacionalni savjet provincija je gornji dom s 90 zastupnika, dok Narodna skupština je donji dom s 400 zastupnika.
Članovi donjeg doma se biraju po proporcionalnom sustavu: polovica zastupnika se bira na nacionalnim listama, a druga polovica na provincijskim listama. Desetoro zastupnika se bira da predstavljaju svaku provinciju u gornjem domu, bez obzira na broj stanovnika provincije. Izbori za oba doma se organizuju na svakih pet godina. Vladu potvrđuje donji dom, a predstavnik stranke s najviše osvojenih mjesta u Narodnoj skupštini je njen predsjednik.
Osnove južnoafričkog pravnog sistema su rimsko-nizozemsko trgovačko pravo i osobno pravo s engleskim općim pravom, koji su stigli s nizozemskom i britanskom kolonizacijom. Prvi zakon u Južnoj Africi zasnovan na europskim tradicijama donijela je nizozemska Istočnoindijska kompanija i naziva se Rimsko-nizozemsko pravo. Ono je uvedeno prije kodifikacije europskog prava u Napoleonov kod. Njega je u 19. stoljeću pratilo englesko pravo, i opće i statusno. Počevši od ujedinjenja 1910. godine, Južna Afrika ima svoju skupštinu koja donosi zakona samo za sebe, zamenjujući one koji su prethodno vrijedili za bivše kolonije.
Od završetka apartheida 1994. godine politikom Južne Afrike dominira Afrički nacionalni kongres, koji ima 60-70% biračke potpore. Glavna oporba Afričkom nacionalnom kongresu je Demokratska alijansa.
Nekada dominantna Nova nacionalna stranka, koja je kroz svog prethodnika Nacionalnu stranku uvela apartheid, je odlučila da se ujedini s Afričkim nacionalnim kongresom 9. travnja 2005. godine. Druge značajnije stranke su Kongres naroda, koji se odvojio od Afričkog nacionalnog kongresa, i Slobodarska stranka Inkata, koja uglavnom predstavlja narod Zulu.
Od kraja apartheida, vanjska politika Južne Afrike je fokusirana na njene afričke suradnike, posebno u Južnoafričkoj razvojnoj zajednici i Afričkoj uniji. Država je igrala ključnu ulogu posrednika u afričkim sukobima tokom posljednjih 15 godina, poput onih u Burundiju, Demokratskoj Republici Kongo, Komorima i Zimbabveu. Poslije ukidanja apartheida, Južna Afrika je ponovo primljena u Commonwealth. Kao Južnoafrička Unija, Južna Afrika je bila jedan od osnivača Ujedinjenih naroda.

## Zemljopis

#### Zemljopisni položaj
Južna Afrika smještena je u najjužnijem dijelu Afrike, s dugom obalnom linijom koja se proteže na više od 2500 km (1,553 milja) i duž dva oceana (Atlantski i Indijski). Prostire se na 1.219.912 km2 (471.011 kvadratnih milja), prema UN-ovom demografskom godišnjaku. Južna Afrika je 24. po veličini zemlja na svijetu. Otprilike je iste veličine kao i Kolumbija, dvostruko veća od Francuske, tri puta veća od Japana, četiri puta veća od Italije i pet puta veća od Velike Britanije. 

#### Reljef Južne Afrike
Unutrašnjost zemlje zauzima velika brežuljkasta visoravan (1200–1800 m) koja se na istoku, jugu i zapadu strmo spušta prema uskoj obalnoj nizini. Na istoku se na granici ovih dvaju područja izdiže gorje Drakensberg (najviši vrh zemlje Njesuthi 3408 m). 

#### Klima Južne Afrike
Južna Afrika uglavnom je sušna zemlja; količina oborina najveća je na istoku, a na sjeverozapadnoj obali je ispod 30 mm godišnje. Jugozapadni dio zemlje ima klimu vrlo sličnu mediteranskoj, što je pogodovalo naseljavanju Europljana.

## Stanovništvo
Prema popisu iz 2001. crnaca je 79%, bijelaca 9,6%, obojenih 8,9%, Indijaca-azijata 2,5%. Crno se stanovništvo dijeli po etničko-jezičnoj pripadnosti: Zulu 23,8%, Xhosa 17,6%, Pedi 9,4%, Tswana 8,2%. Bijelci uglavnom govore afrikaans i engleski, koji je i jezik međusobne komunikacije.
Oko tri četvrtine stanovništva su kršćani, uglavnom pripadnici brojnih protestantskih crkava. Katolika ima 7,1%, a muslimana 1,5%.

## Jezici
U Južnoj Africi popisan je 31 jezik, 24 od njih su živi jezici, 3 jezika govore se samo kao drugi jezici, a 4 jezika su izumrla. 
Službeni jezici (9) su:
- afrikaans
- engleski
- ndebele
- sjeverni sotho
- swati
- tsonga
- venda
- xhosa
- zulu

Nacionalni jezici (neslužbeni, 2) su:
- južni sotho
- tswana

Popis jezika u Južnoj Africi:
- afrikaans - 4.740.000 (2006.)
- birwa - 15.000  (2004. R. Cook)
- camtho - nepoznati broj
- engleski - 3.670.000 (2006.)
- fanagalo - nepoznati broj
- gail - 20.000 (kao 2. ili 3. jezik)
- Hindi - 361.000 (2003.)
- khwe - 1.100 (2000.)
- korana †
- nama - 50.900 (2006.)
- ndebele - 640.000 (2006.)
- nǀu - (2005. Crawhall)
- oorlams - 32.000 (2006.)
- ronga - 1.000 (2006.)
- seroa †
- sjeverni Sotho - 4.090.000 (2006.)
- južni sotho - 4.240.000 (2006.)
- južnoafrički znakovni jezik - 12.100 (Van Cleve 1986.)
- swahili - 2.000 (2006.)
- swati - 1.010.000 (1996.)
- tsonga - 1.940.000 (2006.)
- tsotsitaal - nepoznati broj
- tswa - 20.000  (2006.)
- tswana - 3.410.000 (2006.)
- urdu - 12.000 (2006.)
- venda - 980.000 (2006.)
- xam †
- xegwi †
- xhosa - 7.790.000 (2006.)
- xiri - 87 (2000.)
- zulu - 9.980.000 (2006.)[6]

## Gospodarstvo
Južna Afrika je gospodarski najrazvijenija zemlja na kontinentu. Iako danas najveći udio u BDP-u ima tercijarni sektor, velike izvozne prihode donosi tradicionalno snažno rudarstvo i proizvodnja zlata, platine i kroma po kojima zauzima prvo mjesto u svijetu. BDP je u 2004. iznosio 11.100 USD po stanovniku, mjereno po PPP-u. Južna Afrik ima jednu od najmanje ravnomjernih raspodjela bogatstva među razvijenim zemljama: 10% najbogatijih kućanstava ima 45,9% ukupnih prihoda (za usporedbu, taj je udio u SAD-u također visokih 30,5%).

## Upravna podjela
Južna Afrika podjeljena je na devet provincija, svaka provincija podjeljena je na općine.
| Provincija        | Središte         | Najveći grad   | Površina (km²) | Stanovnika (2007.) | Gustoća naseljenosti |
| ----------------- | ---------------- | -------------- | -------------- | ------------------ | -------------------- |
| Istočni Kaapland  | Bhisho           | Port Elizabeth | 169.580        | 6.527.747          | 38,5                 |
| Slobodna država   | Bloemfontein     | Bloemfontein   | 129.480        | 2.773.059          | 21,4                 |
| Gauteng           | Johannesburg     | Johannesburg   | 17.010         | 10,451.713         | 614,4                |
| KwaZulu-Natal     | Pietermaritzburg | Durban         | 92.100         | 10,259.230         | 111,4                |
| Limpopo           | Polokwane        | Polokwane      | 123.910        | 5,238.286          | 42,3                 |
| Mpumalanga        | Nelspruit        | Nelspruit      | 79.490         | 3,643.435          | 45,8                 |
| Sjeverozapad      | Mahikeng         | Rustenburg     | 116.320        | 3,271.948          | 28,1                 |
| Sjeverni Kaapland | Kimberley        | Kimberley      | 361.830        | 1,058.060          | 2,9                  |
| Zapadni Kaapland  | Kaapstad         | Kaapstad       | 129.370        | 5.278,585          | 40,8                 |

## Gospodarstvo
Prema klasifikaciji UN-a, Južna Afrika je u rangu zemalja sa srednjim prihodima po glavi stanovnika, s velikim rezervama sirovina, dobro razvijenim financijskim, pravnim, komunikacijskim, energetskim i prometnim sektorima, s burzom koja se svrstava među prvih 20 u svijetu i dobrom infrastrukturom koja omogućava dobru raspodjelu robe u velikim urbanim centrima širom zemlje. Južna Afrika je po bruto domaćem dohotku bila 32. država na svijetu u 2008. godini.
Najrazvijenija područja su smještena u okolici pet gradova: Cape Towna, Port Elizabeta, Durbana, Pretorije i Johannesburga. Izvan ovih područja, gospodarstvo je slabije razvijeno i siromaštvo još uvijek prevladava usprkos vladinim naporima za ekonomskim razvojem. Ipak, ključna zaostala područja su posljednjih godina doživjela brz razvoj. U te dijelove države spadaju područja od Pozelovog zaljeva do zaljeva Pletenberg, područje Rustenburga, Nelspruita, Bloemfonteina, obala Western Cape‎a i sjeverna obala KwaZulu-Natala.
Nezaposlenost je izuzetno velika s velikim nejednakostima u prihodima po pojedinim društvenim skupinama. U razdoblju od 1995. do 2003. godine broj prijavljenih radnih mjesta se smanjio, a porastao je broj zaposlenih na crno, te se nezaposlenost ukupno povećala. Prosječan prihod južnoafričkog domaćinstva je između 1995. i 2000. značajno opao. Prosječno bjelačko domaćinstvo je 1995. godine zarađivalo četiri puta više od prosječnog crnačkog domaćinstva. Godine 2000., taj odnos se pogoršao na 6:1.
Poljoprivreda u Južnoj Africi nije dominantna grana. Poljoprivreda zapošljava oko 10% stanovništva i čini oko 2,6% BDP-a države. Zbog suhih klima, zemljište je neplodno, pa se samo 13,5% površine može koristiti za uzgajanje usjeva, a samo 3% zemljišta se može smatrati visoko plodnim. Osim toga, zbog postojanja različitih klima, uzgajaju se i različite vrste. U zapadnim provincijama uzgaja se vinova loza i proizvodi vino, a posljednjih godina država se po njegovoj proizvodnji probila na peto mjesto u svijetu. Uzgajaju se i jabuke, breskve, marelice i višnje, a od tropskog voća papaja, mango, banana, dinja, ananas i dr. U području Kara razvijen je uzgoj stoke, ovaca i krava, dok se u provinciji Free State uzgajaju žitarice (pšenica i kukuruz).
Tijekom posljednjih nekoliko godina, država je izvela nekoliko reformi poljoprivrednog sektora, kao što su agrarna reforma i deregulacija tržišta za poljoprivredne proizvode. Južnoafrička vlada je zacrtala preraspodjelu oko 30% obradivog zemljišta crnačkim farmerima do 2014. godine.
Uništavanje životne sredine lošom uporabom zemljišta i globalnim klimatskim promjenama negativno utječe i na poljoprivrednu proizvodnju u zemlji. Južna Afrika je izuzetno ranjiva na klimatske promjene i opadanje količine površinskih voda kao posljedice klimatskih promjena. Neka predviđanja prognoziraju da se količina površinskih voda može smanjiti za 60% do 2070. godine u dijelovima Western Capea. Da bi popravila štetu nastalu zbog loše uporabe zemljišta, vlada Južne Afrike podržava plan koji promiče održivi razvoj i uporabu prirodnih resursa.
Južna Afrika je industrijski najrazvijenija zemlja Afrike. Veliki industrijski centri su Cape Town, Johannesburg, Port Elizabeth i Durban, koji su ujedno i središta kemijske, tekstilne industrije, elektronske industrije i proizvodnje motornih vozila, kao i proizvodnje oružja. U Južnoj Africi razvijene su i crna i obojena metalurgija.
Južna Afrika je najveći proizvođač zlata na svijetu. Osim u proizvodnji zlata, država je svjetski lider i u proizvodnji platine, mangana, kroma i dijamanata. Naftne rezerve su oskudnije, ali je značajno bogatstvo ugljenom, osobito na istoku države. Preko 50% električne energije dobiva se u termoelektranama sagorijevanjem ugljena iz domaćih ležišta. Južna Afrika posjeduje također zalihe bakra, željeza, olova i nekih rijetkih metala. U zemlji postoji oko 700 rudnika, a izvoz ruda čini preko 50% ukupnog izvoza JAR-a. Rafinerije su smještene u Durbanu i Cape Townu.

## Vanjske poveznice
|  | Zajednički poslužitelj ima još gradiva o temi Južna Afrika |

- Missions Atlas Project Area of the World Country (Južnoafrička Republika)  Arhivirana inačica izvorne stranice od 26. prosinca 2010. (Wayback Machine)